# James Kirkup
James Harold Kirkup, FRSL (* 23. April 1918 in City of Sunderland; † 10. Mai 2009) war ein britischer Dichter, der auch unter den Pseudonymen James Falconer, Aditya Jha, Jun Honda, Andrew James, Taeko Kawai, Felix Liston, Edward Raeburn, und Ivy B. Summerforest veröffentlichte.

## Biografie
Nach dem Schulbesuch in South Shields studierte er Literaturwissenschaften an der University of Durham und war nach Abschluss seines Studiums an mehreren Universitäten in England, Schweden, Japan und Malaysia als Dozent tätig. 
Seine Lehrtätigkeit als Professor für Englisch folgte folgenden Stationen: von 1957 bis 1958 lehrte an der Universität Salamanca, bis 1961 an der Universität Tōhoku, bis 1962 an der Universität Malaya, dann nach einer kurzen Zeit von 1963 bis 1964 als Redakteur beim Tokioter Magazin Orient/West Magazine, dann bis 1968 Nihon Joshi Daigaku, bis 1969 als Visiting Professor am Amherst College, bis 1972 an der Universität Nagoya, Arts Council Fellowship von 1974 bis 1975 an der University of Sheffield, bis 1976 Morton Visiting Professor of International Literature an der Ohio University und schließlich von 1977 bis 1989 an der Kyoto University of Foreign Studies.
1977 nahm er einen Ruf als Professor für Englische Literatur an der Universität Kyōto an.
Seine Gedichtsammlungen erschienen 1952 unter dem Titel „A Correct Compassion“ sowie 1978 unter dem Titel „Zen Contemplations“.
Sein Gedicht „The Love that dares to speak its name“ aus dem Jahr 1977 wurde nach seiner Veröffentlichung in der Zeitung „Gay News“ Gegenstand einer Strafanzeige wegen Blasphemie, der ersten in Großbritannien seit den 1920er Jahren. Dabei wurde ihm vorgeworfen in seinem Gedicht die Liebe und sexuelle Begierde eines römischen Centurio zum gekreuzigten Jesus von Nazaret blasphemisch darzustellen.
Neben seinen Gedichten veröffentlichte er mehrere Dramen und Übersetzungen. Als eine seiner bedeutendsten Übersetzungen gilt dabei „The Physicists“ nach dem Drama Die Physiker von Friedrich Dürrenmatt, das in einer Inszenierung von Peter Brook im Aldrych Theatre der Royal Shakespeare Company am 9. Januar 1963 Premiere hatte und ein großer Bühnenerfolg wurde. Sein Drama „An actor’s revenge“ (Die Rache eines Schauspielers) wurde 1989 von Claus H. Henneberg in die Deutsche Sprache übersetzt. 1997 verfasste er auch den Nachruf für den Mitbegründer von Sony Masaru Ibuka in der Tageszeitung „The Independent“.
Darüber hinaus verfasste er eine fünfbändige Autobiografie mit den Titeln:
- The Only Child, 1957
- Sorrows, Passions and Alarms, 1987
- I, of All People, 1990
- A Poet Could Not But be Gay, 1991
- Me All Over, 1993

Für seine literarischen Verdienste wurde er bereits 1962 Fellow der Royal Society of Literature.

## Quelle
- Chambers Biographical Dictionary. Edinburgh 2002, ISBN 0-550-10051-2, S. 857.